# Distrito concejal 7 de Los Ángeles
El distrito concejal 7 de Los Ángeles es uno de los 15 distritos del Concejo Municipal de Los Ángeles . Cubre gran parte del noreste del valle de San Fernando. Mónica Rodríguez fue elegida en el 16 de mayo de 2017 para ocupar el puesto vacante tras la renuncia de Felipe Fuentes y prestó juramento como concejal el 1 de julio de 2017.

## Geografía distrital

### Ubicación actual
El séptimo distrito incluye los vecindarios de Pacoima, Lake View Terrace, Mission Hills, North Hills, Sunland-Tujunga y Sylmar.
Para ver todos los vecindarios y comunidades representados, consulte el Mapa oficial del distrito 7 de la Ciudad de Los Ángeles, que muestra sus límites.

### Ubicaciones históricos
Una nueva carta municipal que entró en efecto en 1925 reemplazó el anterior sistema de votación de pluralidad en general por un consejo municipal de nueve miembros dentro de un sistema de distritos, con un consejo de 15 miembros. Cada distrito debía tener aproximadamente la misma población, según la votación en la elección de gobernador anterior, por lo que la redistribución de distritos se realizó cada cuatro años. En la actualidad, la redistribución de distritos se realiza cada diez años, según los resultados del censo anterior de EE. UU. El sistema de numeración establecido en 1925 para los distritos del Concejo Municipal comenzó con el número 1 en el norte de la ciudad, en el valle de San Fernando, y terminó con el número 15 en el sur, en el área del puerto de Los Ángeles.
Al principio, el séptimo distrito estaba situado al sur del centro de Los Ángeles. Se trasladó al valle de San Fernando en 1956.
1925: Limitaba al norte con Jefferson Boulevard, al sur con Slauson Boulevard, al oeste con Vermont Avenue y al este con South Park Avenue.
1926: 46th Street, Jefferson Boulevard, avenidas Vermont y Alameda, con sede de distrito en 529 West 41st Place.
1928: Igual que el anterior, con la adición del área Exposition-Vermont-Vernon-Arlington.
1932-1933: Al este por Alameda Avenue, al oeste por Crenshaw Boulevard, al norte por Exposition Boulevard y al sur por Vernon Avenue.
1937: Al oeste por Crenshaw Boulevard, al norte por Exposition Boulevard, al este por el límite de municipal con la ciudad de Vernon y al sur por Vernon Avenue.
1940: Igual que el anterior.
1947. Se señaló que la población del distrito era "casi un 50 por ciento negra".
1956: Mudanza al valle de San Fernando, después de que el concejal Don A. Allen fuera elegido para la Asamblea Estatal. Norte: límite municipal; sur: Riverside Drive; al este, avenidas Coldwater Canyon y Woodman; al oeste, generalmente Balboa Boulevard.
1961: Van Nuys, Sepúlveda, Granada Hills y Sylmar.
1986: Panorama City, parte de Sun Valley y Sylmar.
1993: Un distrito del consejo 70% latino y 19% afroamericano que cubría "gran parte del valle noreste" que abarca "una de las áreas más pobres de Los Ángeles" y contiene "la planta cerrada de General Motors en Van Nuys, así como Blythe Street en Panorama City, una de las áreas más infestadas de drogas del valle hasta que la policía la reprimió". Los votantes registrados fueron 39% anglos, 30% latinos y 19% afroamericanos.

## Titulares
El distrito 7 ha estado representado por once hombres y una mujer.

### Centro de la ciudad
| Retrato | Nombre                | Término   |
| ------- | --------------------- | --------- |
|         | Ralph Lutero Criswell | 1925-1927 |
|         | Howard W. Davis       | 1927-1935 |
|         | Will H. Kindig        | 1927-1935 |
|         | Howard W. Davis       | 1937-1939 |
|         | Carl C. Rasmussen     | 1939-1947 |
|         | Don A Allen           | 1947-1957 |

### Valle de San Fernando
| Retrato | Nombre           | Término       |
| ------- | ---------------- | ------------- |
|         | James C. Corman  | 1957-1961     |
|         | Ernani Bernardi  | 1961-1993     |
|         | Ricardo Alarcón  | 1993-1998     |
|         | Alex Padilla     | 1999–2006     |
|         | Ricardo Alarcón  | 2007-2013     |
|         | Felipe Fuentes   | 2013-2016     |
|         | Mónica Rodríguez | 2017-presente |